# Gundula Janowitz
Gundula Janowitz (Berlín, 2 de agosto de 1937) es una soprano austriaca. Fue célebre por su timbre de gran luminosidad y su control vocal en las notas más agudas de su tesitura y se la considera una de las cantantes más importantes de su tiempo.

## Biografía
Nació en Berlín pero creció en Graz, naturalizándose austríaca. Estudió en el conservatorio de Graz y, en 1960, debutó en Viena. Fue admirada especialmente por el director Herbert von Karajan, quien a menudo contó con ella para sus producciones, en 1959, Karajan la hizo debutar como Barbarina en Las bodas de Figaro en la Staatsoper, de la que fue miembro permanente desde 1962 y de la Deutsche Oper Berlin en 1966.
Además de su mentor Karajan, con quien trabajó hasta 1979, fue favorita de Otto Klemperer, Eugen Jochum, Leonard Bernstein, Rafael Kubelík, Karl Böhm, Georg Solti y Carlos Kleiber.
Su fama proviene sobre todo de composiciones en idioma alemán, con obras de Mozart, Wagner, Weber, Beethoven, Richard Strauss, y Bach. Interpretó el rol de Elisabetta en Don Carlo y la Condesa en Las bodas de Fígaro con brillantez, a pesar de su pronunciación decididamente no italiana. Un extracto de estos excepcionales rasgos estilísticos aparece en la película Cadena perpetua, en la interpretación de Canzonetta sull'aria junto a Edith Mathis en la versión de Deutsche Grammophon dirigida por Karl Böhm en 1967.
Sus principales actuaciones fueron en Glyndebourne,  Bayreuth (1960), Aix-en-Provence (1963), Festival de Salzburgo (entre 1963 y 1981), Metropolitan Opera,  Opera de Paris,  Teatro alla Scala y la Royal Opera House. En 1980, cantó en Le nozze di Figaro con Georg Solti dirigida por Giorgio Strehler.
Se retiró el 18 de mayo de 1990, a los 53 años, en la Opera de Viena como Ariadne auf Naxos, aunque continuó con recitales hasta 1997.
Es miembro honorario de la Ópera de Viena, Ópera de Berlín, Academia de Graz y la Royal Academy de Londres.
Gundula Janowitz estuvo casada con el director berlinés Nikolaus Sulzberger hasta su fallecimiento en 2014. Desde 1992 vivió en St. Polten, Niederösterreich.

## Premios y galardones
- 1969 - Kammersänger en[2] en Austria
- 1974 - Kammersänger en Alemania
- 1978 - Joseph Marx Prize -Styria
- 2000 Cruz de Honor del gobierno austríaco[3]
- 2003 - Medalla de Oro de la ciudad de Viena
- Condecoración de Styria.

## Discografía seleccionada
- Con Otto Klemperer: The Magic Flute
- Con Herbert Karajan: The Creation, The Seasons, Die Walküre, Götterdämmerung, St Matthew Passion, Mass in B minor, Fidelio (as Marzelline), Ninth Symphony, Missa solemnis, A German Requiem, Four Last Songs
- Con Bernard Haitink, Four Last Songs
- Con Leonard Bernstein: Fidelio (como Leonore)
- Con Eugen Jochum: Carmina Burana
- Con Carlos Kleiber: Der Freischütz
- Con Karl Böhm: Così fan tutte, The Marriage of Figaro, Die Fledermaus, The Seasons, Capriccio
- Con Rafael Kubelík: Die Meistersinger von Nürnberg, Lohengrin
- Con Rudolf Kempe: Ariadne auf Naxos
- Con Karl Richter: Christmas Oratorio, Messiah, Orfeo ed Euridice
- Con Hans Knappertsbusch: Parsifal (1962, como Flower Girl)
- Con Helmut Koch: Judas Maccabaeus
- Con Ferdinand Leitner: Armida
- Con Wilfried Boettcher: Mozart: Concert Arias, Georg Philipp Telemann: Ino (Cantata)
- Lieder de Franz Schubert, con Charles Spencer (piano)
- Lieder de Franz Schubert, con Irwin Gage (piano). Incluidos "Gretchen am Spinnrade", "Die Männer sind méchant", y "Der Hirt auf dem Felsen"
- Das Marienleben, Op.27, de Paul Hindemith, con Irwin Gage (piano).